# Цнянский сельсовет
Цнянский сельсовет (бел. Цня́нскі сельсавет, до 1959 года — Слепянский сельсовет, с 1959 по 1981 годы — Зелёнолужский сельсовет) — упразднённая административно-территориальная единица Минского района Минской области Республики Беларусь.

## История
10 апреля 2004 года посёлок Новинки и деревня Цна включены в городскую черту Минска.
28 апреля 2004 года Цнянский сельсовет упразднён.

## Состав
Цнянский сельсовет включал 2 населённых пункта:
- Новинки — посёлок.
- Цна — деревня.